# دانشگاه شهر کاراکاس
دانشگاه شهر کاراکاس (Ciudad Universitaria de Caracas) جایگاه دانشگاه مرکزی ونزوئلا است که طراح آن مهندس معمار ونزوئلایی، کارلوس رائول ویلانوئوا بود و در سال ۲۰۰۰ به عنوان میراث جهانی یونسکو ثبت شد. دانشگاه شهر کاراکاس به عنوان یک شاهکار معماری و شهری شناخته شده‌است که تنها یک معمار دارد.

## برخی از هنرمندانی که در پروژه مشارکت داشتند
هنرمندان غیر ونزوئلایی
- ژان آرپ
- آندره بلوک
- الکساندر کالدر
- ویفردو لام
- Henri Laurens
- فرنان لژه
- Baltasar Lobo
- Antoine Pevsner
- سوفی تویبر-آرپ
- ویکتور وازارلی

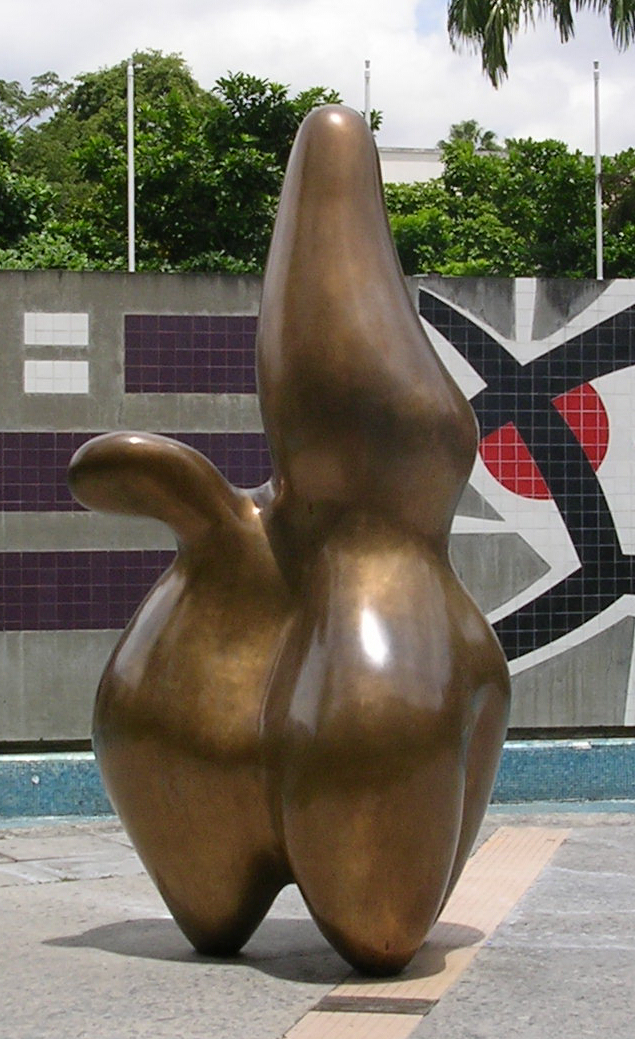
Cloud Shepherd, by Hans Arp
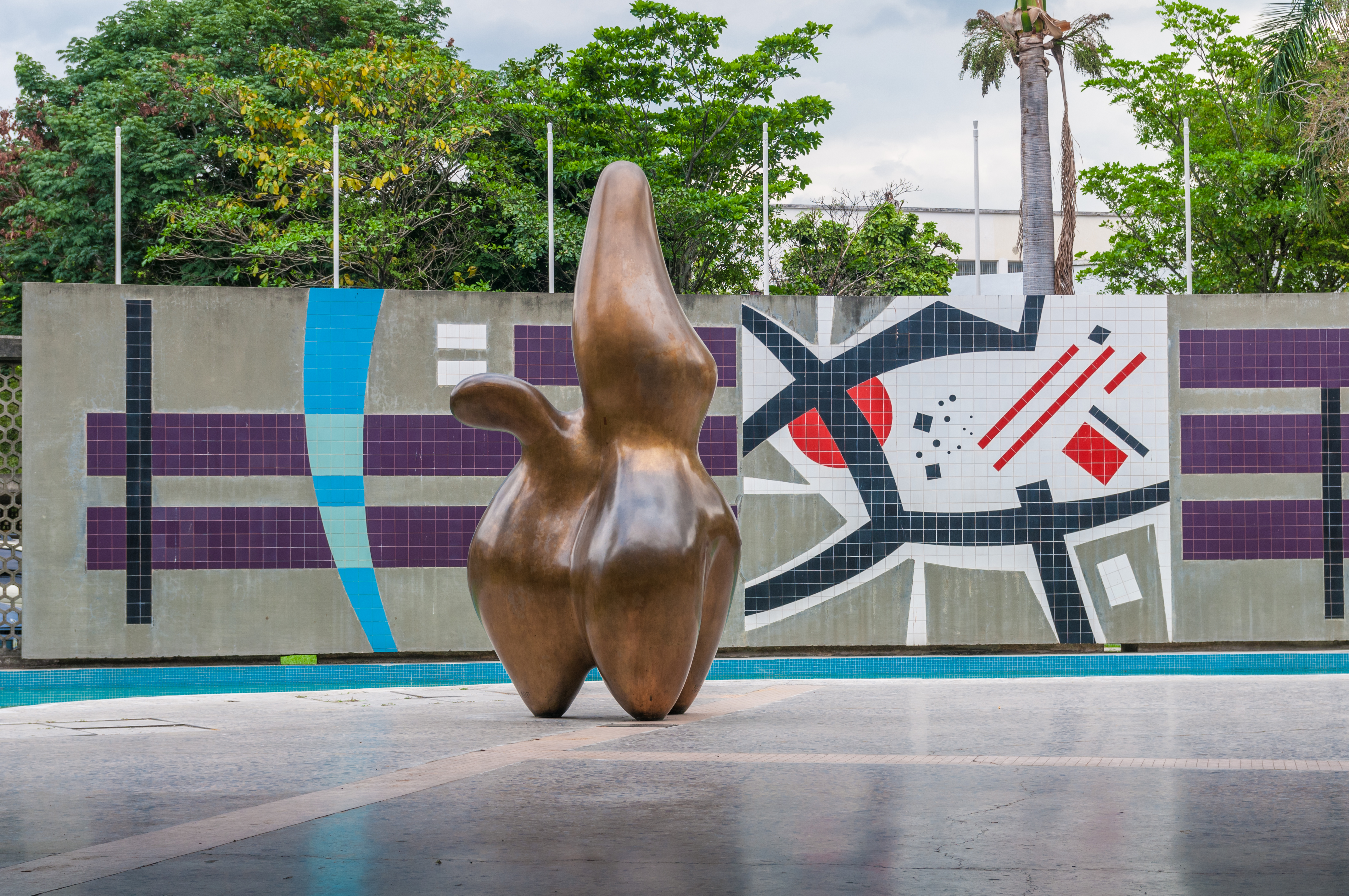
Cloud Shepherd, by Hans Arp
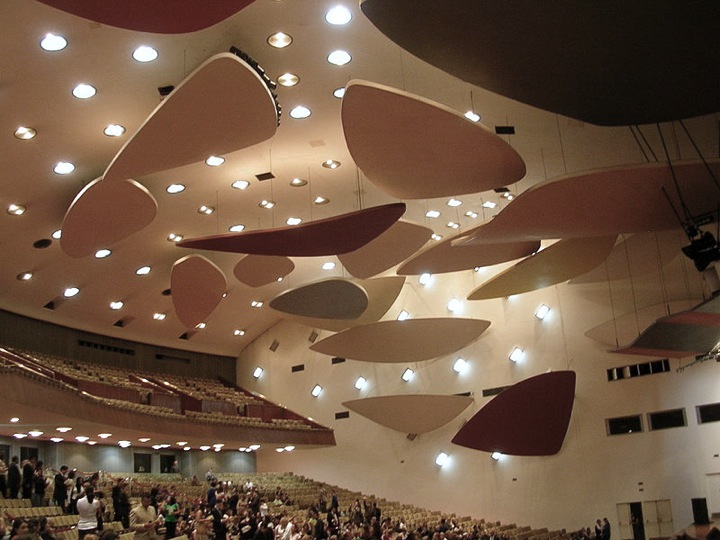
Clouds, by Alexander Calder
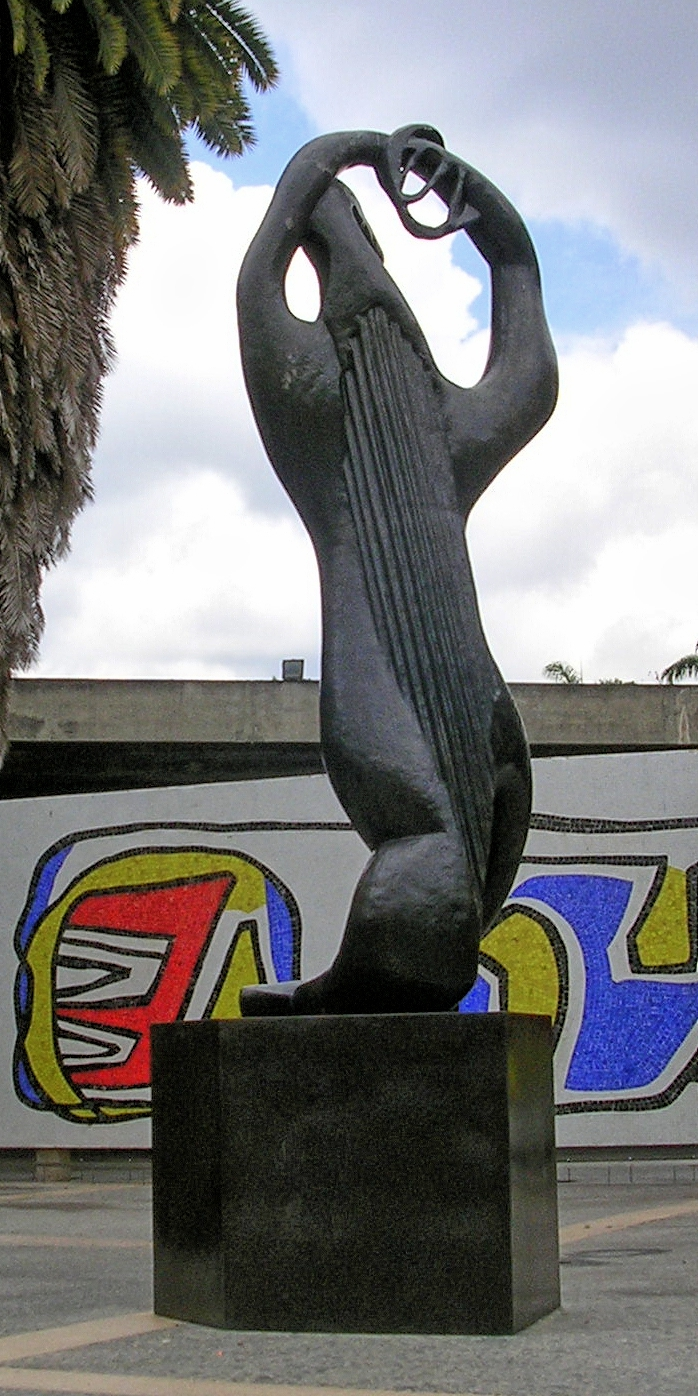
L'Amphion by Henri Laurens
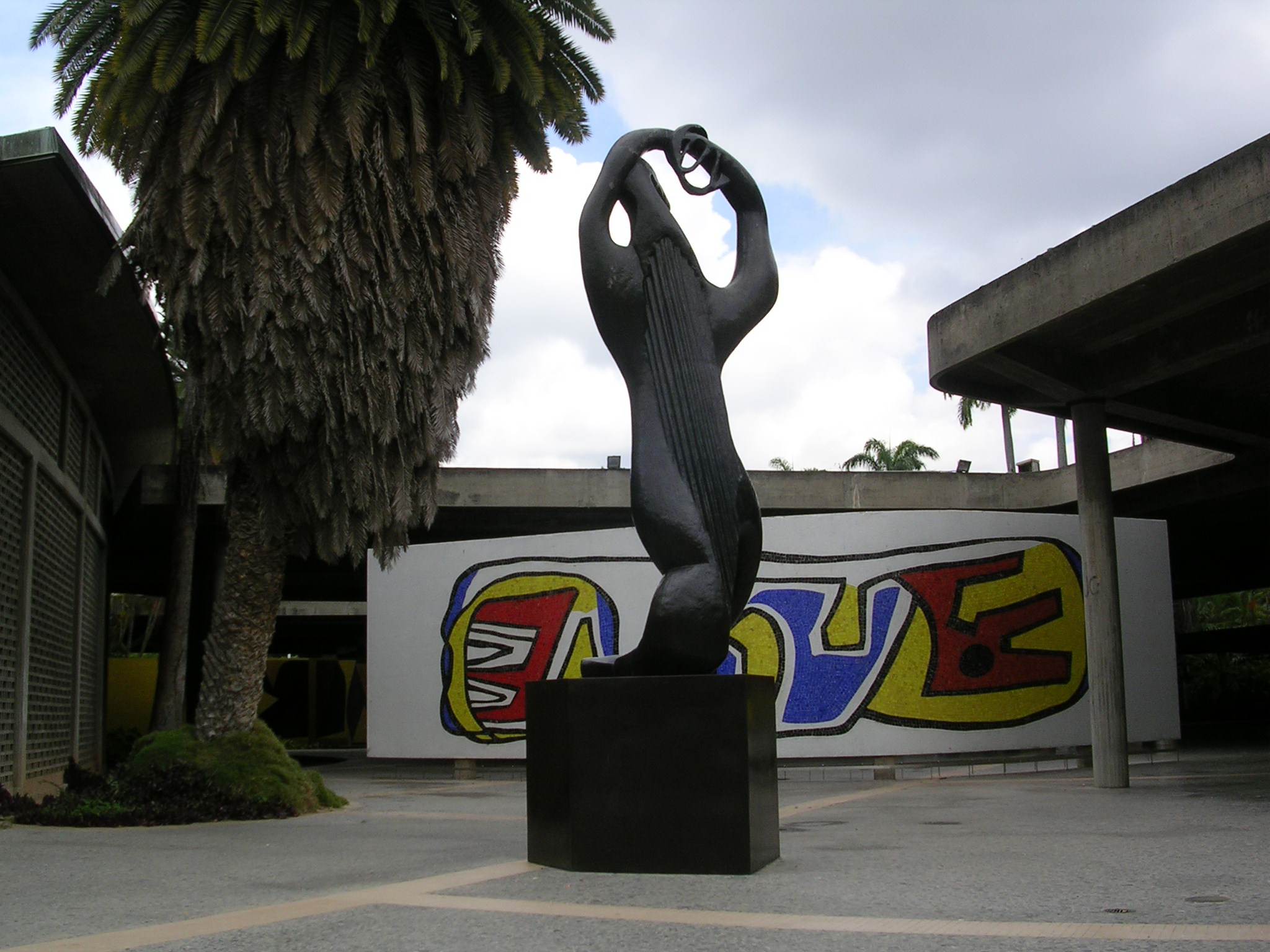
L'Amphion by Henri Laurens
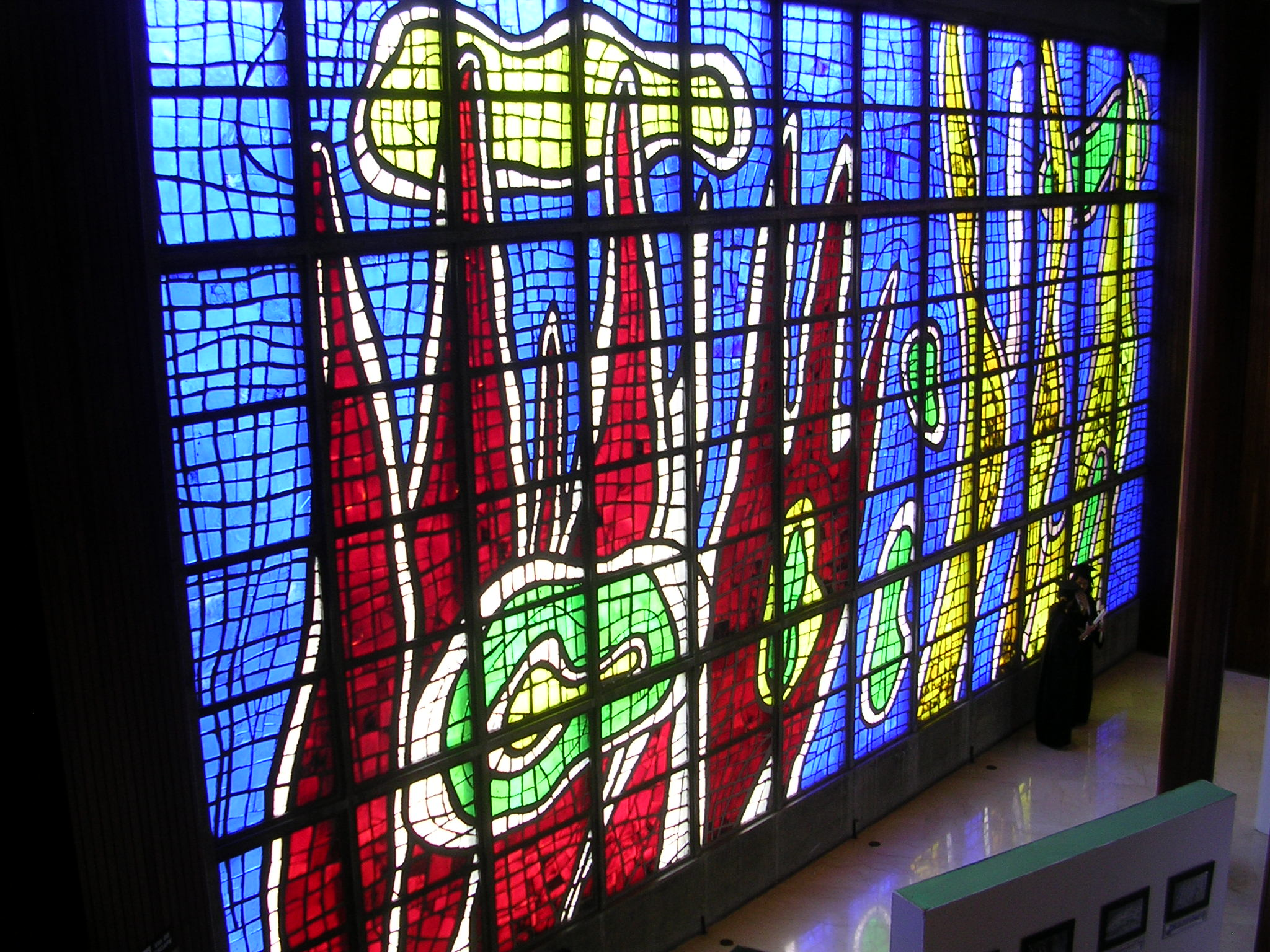
Stained-glass window Fernand Léger
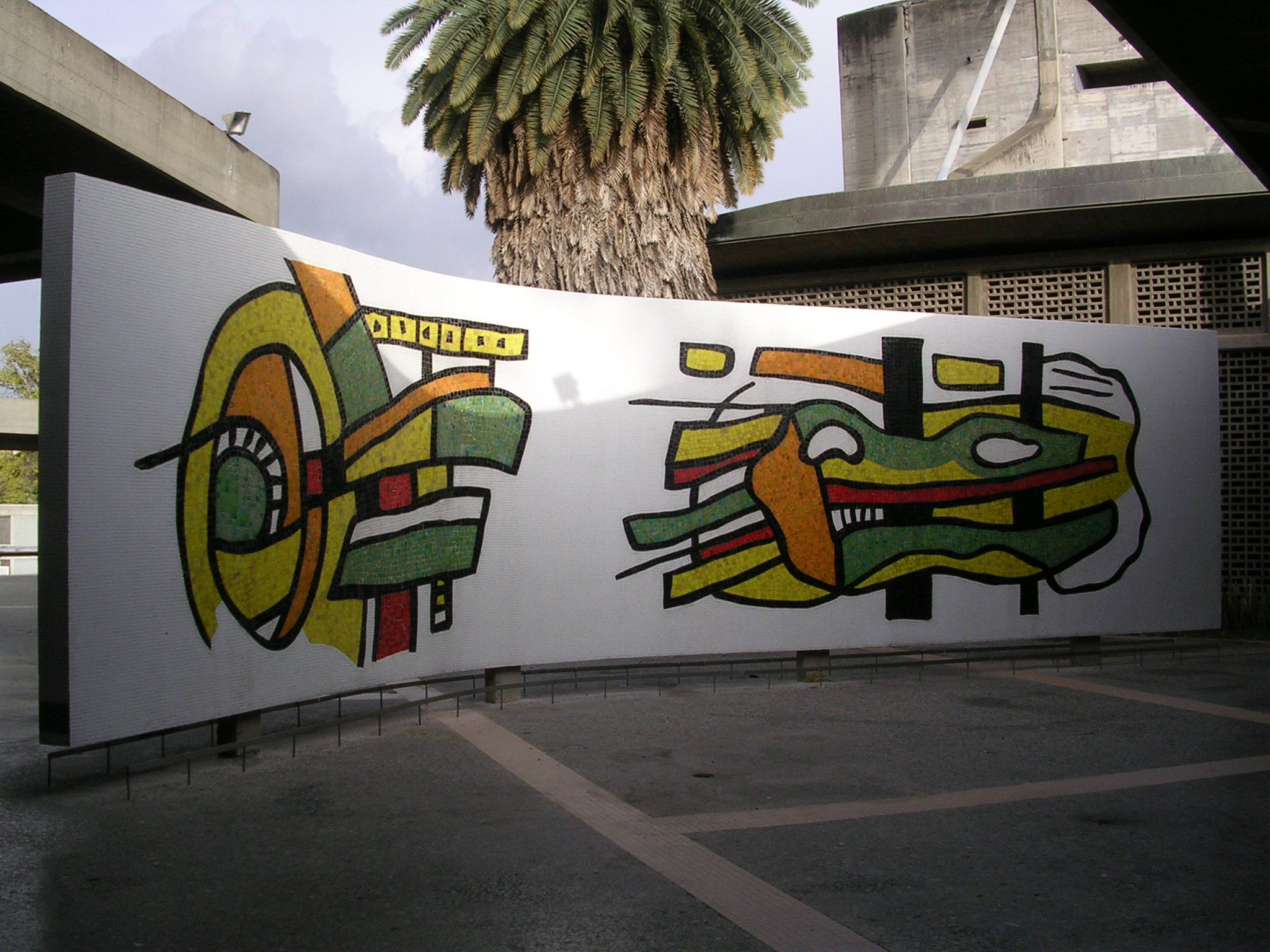
Mural by Fernand Léger
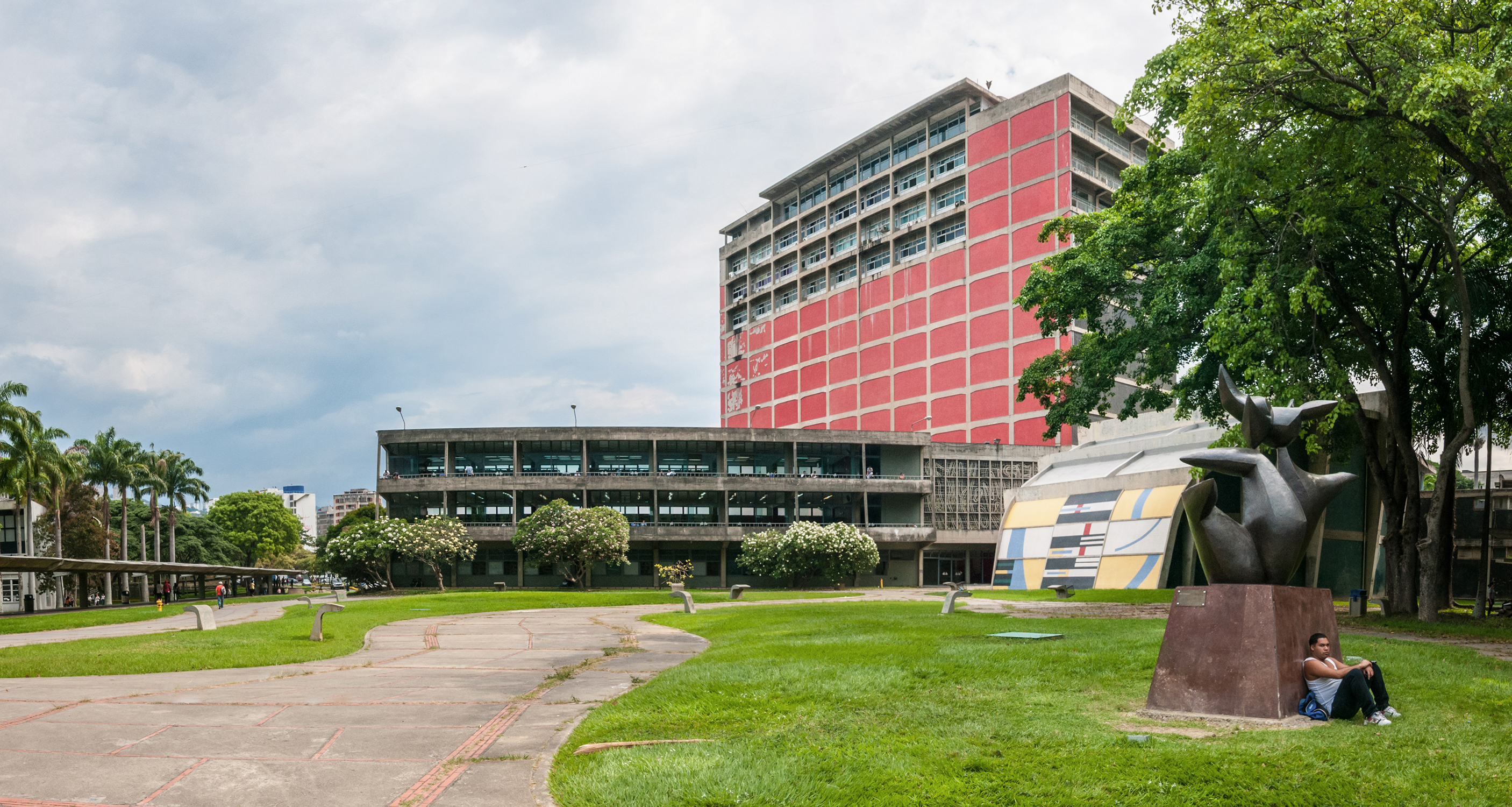
Maternidad by Baltasar Lobo
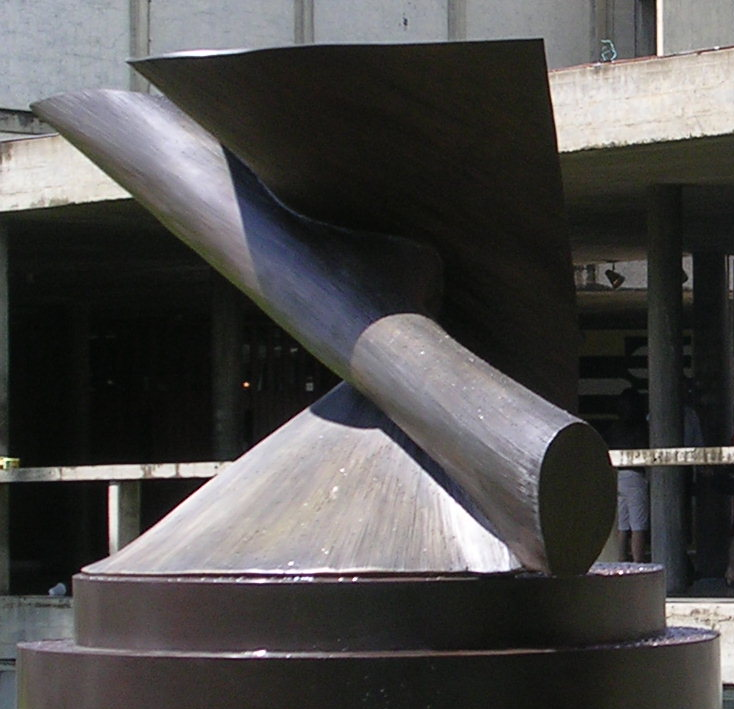
by Antoine Pevsner
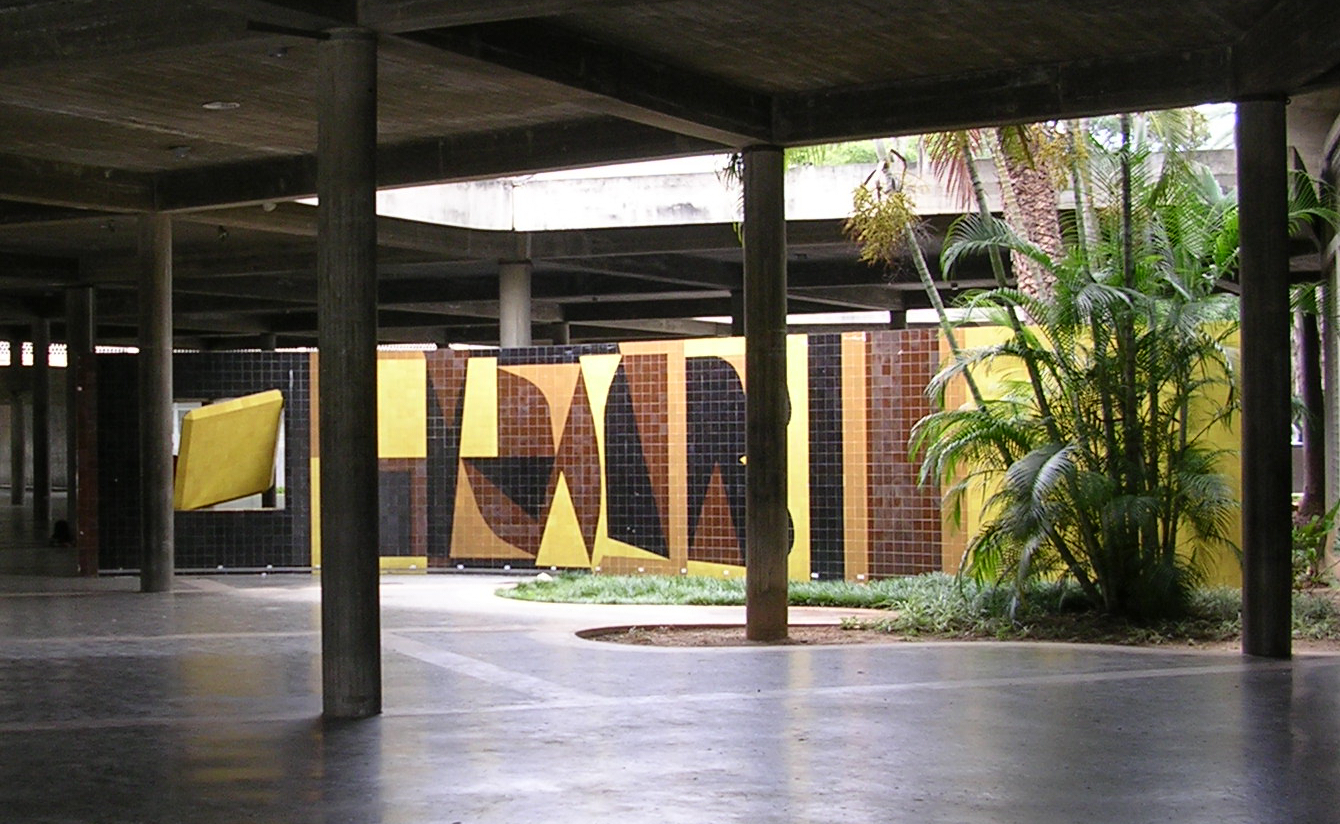
Tribute to کازیمیر ماله‌ویچ by Victor Vasarely